# Pandolfo II di Benevento
Pandolfo II il Vecchio (X secolo – agosto 1014) è stato un principe longobardo di Benevento dal 982 e principe di Capua dal 1008 alla sua morte.

## Biografia
Alla morte del padre Landolfo III (968), Pandolfo era stato emarginato da suo zio, Pandolfo I Testadiferro, il quale poi assegnò Spoleto, Capua e Benevento al figlio maggiore Landolfo IV e Salerno al secondogenito Pandolfo II (981). Ma l'arrivo di Ottone II costrinse Landolfo IV a consegnare Spoleto ai filoimperiali e a disgiungere il dominio di Benevento e Capua in due distinti principati, dei quali tenne solo Capua cedendo Benevento al cugino Pandolfo. Poco dopo Landolfo di Capua e il fratello Pandolfo di Salerno, i due cugini di Pandolfo, morivano nella battaglia di Capo Colonna (982).
Nel 999, Ottone III visitò il Santuario di Monte Sant'Angelo sul Monte Gargano e al suo ritorno, passando da Benevento, firmò un diploma a favore del monastero di Santa Sofia che doveva costituire probabilmente come un mausoleo familiare dei principi di Benevento. Per ragioni sconosciute, Ottone e Pandolfo ebbero un litigio nel 1000, forse a causa delle reliquie di san Bartolomeo, patrono di Benevento, in onore del quale Ottone aveva costruito proprio di recente una nuova chiesa sull'Isola Tiberina. Secondo gli Annales Beneventani: Otto rex cum magno exercitu obsedit Benevento.
Nello stesso anno suo fratello Landolfo veniva acclamato principe di Capua dalla popolazione capuana che aveva cacciato il filoimperiale Ademaro.
Nel 1003, però, una ribellione guidata da Adelfero, conte di Avellino, spodestò Pandolfo e suo figlio da Benevento. I principi non rimasero esiliati a lungo, e nel 1005 li troviamo di nuovo al potere nella loro capitale. La rivolta era un brutto segno, però: disordini civili stavano sorgendo nel Principato.
Nel 1007, morto suo fratello Landolfo VII di Capua, Pandolfo assunse il governo del principato per il giovane erede, il nipote Pandolfo III di Capua, figlio di Landolfo, che fu associato al trono secondo la regola di Benevento. Successivamente, Pandolfo il Vecchio si allontana dalle pagine della storia fino alla sua morte che viene registrata nell'agosto 1014.

## Ascendenza
|                           |   |                      | Genitori              |  |  | Nonni |  |  | Bisnonni                |  |  | Trisnonni           |  |
|                           |   |                      |                       |  |  |       |  |  | Landolfo I di Benevento |  |  | Atenolfo I di Capua |  |
|                           |   |                      |                       |  |  |       |  |  | Landolfo I di Benevento |  |  | Atenolfo I di Capua |  |
|                           |   | Sichelgaita di Gaeta |                       |  |  |       |  |  | Landolfo I di Benevento |  |  |                     |  |
| Landolfo II di Benevento  |   |                      |                       |  |  |       |  |  | Landolfo I di Benevento |  |  |                     |  |
|                           |   | Gemma di Napoli      | Atanasio II di Napoli |  |  |       |  |  |                         |  |  |                     |  |
|                           |   | Gemma di Napoli      | Atanasio II di Napoli |  |  |       |  |  |                         |  |  |                     |  |
|                           |   | Gemma di Napoli      | …                     |  |  |       |  |  |                         |  |  |                     |  |
| Landolfo III di Benevento |   | Gemma di Napoli      |                       |  |  |       |  |  |                         |  |  |                     |  |
|                           |   | …                    | …                     |  |  |       |  |  |                         |  |  |                     |  |
|                           |   | …                    | …                     |  |  |       |  |  |                         |  |  |                     |  |
|                           |   | …                    | …                     |  |  |       |  |  |                         |  |  |                     |  |
| Yvantia                   |   | …                    |                       |  |  |       |  |  |                         |  |  |                     |  |
|                           |   | …                    | …                     |  |  |       |  |  |                         |  |  |                     |  |
|                           |   | …                    | …                     |  |  |       |  |  |                         |  |  |                     |  |
|                           |   | …                    | …                     |  |  |       |  |  |                         |  |  |                     |  |
| Pandolfo II di Benevento  |   | …                    |                       |  |  |       |  |  |                         |  |  |                     |  |
|                           | … | …                    |                       |  |  |       |  |  |                         |  |  |                     |  |
|                           | … | …                    |                       |  |  |       |  |  |                         |  |  |                     |  |
|                           | … | …                    |                       |  |  |       |  |  |                         |  |  |                     |  |
| …                         | … |                      |                       |  |  |       |  |  |                         |  |  |                     |  |
|                           |   | …                    | …                     |  |  |       |  |  |                         |  |  |                     |  |
|                           |   | …                    | …                     |  |  |       |  |  |                         |  |  |                     |  |
|                           |   | …                    | …                     |  |  |       |  |  |                         |  |  |                     |  |
| …                         |   | …                    |                       |  |  |       |  |  |                         |  |  |                     |  |
|                           |   | …                    | …                     |  |  |       |  |  |                         |  |  |                     |  |
|                           |   | …                    | …                     |  |  |       |  |  |                         |  |  |                     |  |
|                           |   | …                    | …                     |  |  |       |  |  |                         |  |  |                     |  |
| …                         |   | …                    |                       |  |  |       |  |  |                         |  |  |                     |  |
|                           |   | …                    | …                     |  |  |       |  |  |                         |  |  |                     |  |
|                           |   | …                    | …                     |  |  |       |  |  |                         |  |  |                     |  |
|                           |   | …                    | …                     |  |  |       |  |  |                         |  |  |                     |  |
|                           |   | …                    |                       |  |  |       |  |  |                         |  |  |                     |  |